# Julija Timošinina
Julija Vladimirovna Timošinina (in russo Юлия Владимировна Тимошинина?; Mosca, 23 gennaio 1998) è una tuffatrice russa specialista nella piattaforma 10 m.

## Biografia
Figlia di Svetlana Timošinina e Vladimir Timošinin, anche loro tuffatori plurimedagliati, Julija ha debuttato a livello internazionale nel 2012. Due anni dopo diventa campionessa europea nel sincro 10 m, insieme a Ekaterina Petukhova, durante i campionati di Berlino 2014, mantenendo il titolo anche l'anno successivo.
Nel 2016 vince la medaglia di bronzo nel sincro misto, insieme a Nikita Šlejcher, agli Europei di Londra 2016. Prende parte quindi alle Olimpiadi di Rio de Janeiro 2016 non riuscendo a superare i preliminari della piattaforma.
Agli Europei di Kiev 2017 Julija Timošinina sale per la prima volta sul podio da individualista, vincendo la medaglia di bronzo; a questa si aggiungono pure altri due argenti vinti nel sincro e nel sincro misto.

## Palmarès
- Mondiali

Gwangju 2019: argento nella gara a squadre.
- Europei di nuoto/tuffi

Berlino 2014: oro nel sincro 10 m.
Rostock 2015: oro nel sincro 10 m.
Londra 2016: bronzo nel sincro misto 10 m.
Kiev 2017: argento nel sincro 10 m e nel sincro misto 10 m e bronzo nella piattaforma 10 m.
Glasgow 2018: oro nel sincro 10 m misti, argento nel sincro 10 m e bronzo nella gara a squadre.
Kiev 2019: bronzo nella piattaforma 10 m e nel sincro 10 m.
Budapest 2020: oro nel sincro 10 m e argento nella piattaforma 10 m.
- Universiadi

Taipei 2017: argento nel sincro misto 10 m e bronzo nel sincro 10 m.
- Giochi mondiali militari

Wuhan 2019: argento nel sincro 3 m e nel sincro 10 m, bronzo nella gara a squadre.